# Ghetto Love EP
Ghetto Love EP es un EP de la banda Spinnerette. Fue lanzado a lo largo del 2008 por parte de su página de oficial de Internet y Topspin Media. El EP contiene cuatro canciones así como una pequeña demostración con un remix de lo que presenta Spinnerette y el video musical de Ghetto Love (dirigido por Liam Lynch). 

## Lista de canciones
- "Ghetto Love" - 3:38
- "Valium Knights" - 2:27
- "Distorting a Code" - 4:10
- "Bury My Heart" - 3:04